# 軍刑法
軍刑法（ぐんけいほう）は、軍人の犯罪とそれに対する刑罰の関係を規定する法。

## 各国の軍刑法
- 日本（1947年廃止）
  - 陸軍刑法
  - 海軍刑法
- アメリカ - 統一軍事裁判法（英語版）
- ドイツ - ドイツ軍刑法[要出典]
- 大韓民国 - 軍刑法 (大韓民国)
- 中華民国 - 陸海空軍刑法[1]